# 23. SS-Freiwilligen-Panzergrenadier-Division "Nederland"
La 23. SS-Freiwilligen-Panzergrenadier-Division "Nederland" (niederländische Nr. 1) è stata una delle 38 divisioni ufficialmente create dalle Waffen-SS durante la Seconda guerra mondiale.

## Storia
Dopo il successo degli attacchi tedeschi in Polonia durante la Blitzkrieg nel 1939-1940, molti fascisti europei videro nella Germania una risposta al "problema bolscevico". Heinrich Himmler, capo delle SS, alla fine del 1940 iniziò con il supporto di Adolf Hitler una campagna per reclutare quei militanti europei di sangue sufficientemente ariano e farne una serie di Legioni da porre sotto il controllo delle Waffen-SS. La SS-Freiwilligen Standarte Nordwest venne costituita per raccogliere i volontari dei Paesi Bassi.

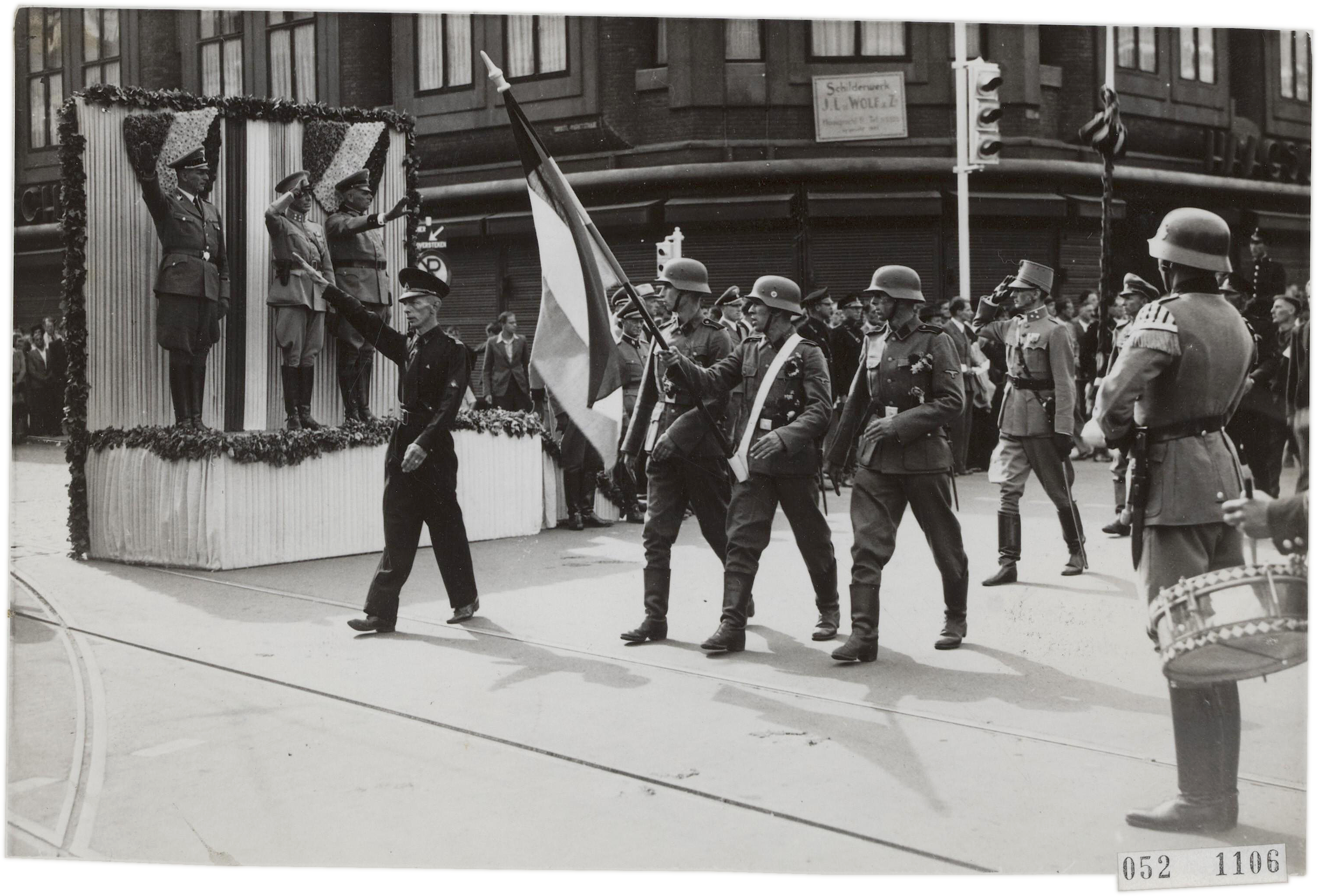
Soldati della divisione durante una parata, 1941

Gli olandesi erano considerati molto qualificati per prestare servizio nelle SS, e venne organizzata una grande campagna di reclutamento con il supporto dell'NSB e di altre organizzazioni di destra. Alla campagna venne data un'aria di rispettabilità dal supporto del luogotenente generale Hendrik A. Seyffardt. L'operazione ebbe molto successo, e già nell'aprile 1941 i volontari avevano cominciato ad affluire ad Amburgo, dove venivano intruppati e mandati in servizio nel nordovest. Molti olandesi erano motivati dall'ipotesi che il servizio avrebbe garantito alla loro nazione una posizione di potere nel Nuovo Ordine promesso da Hitler.
Nel luglio 1941 il numero di reclute era tale che la Nordwest venne dissolta, e separata in diverse unità. Gli olandesi vennero organizzati nella SS-Freiwilligen Verband Niederlande (Unità volontari Paesi Bassi). L'affluenza rimase alta, grazie anche ai molti membri dell'NSB, e nello stesso mese la formazione raggiunse le dimensioni di un battaglione di fanteria rinforzato, dotato di cinque compagnie completamente motorizzate. L'unità venne nuovamente ridesignata, diventando SS-Freiwilligen Legion Niederlande (Legione Volontaria SS Paesi Bassi). Il leader del NSB, Anton Mussert, vedeva nella legione il precursore di un nuovo esercito dei Paesi Bassi. L'11 luglio 1941, Mussert invitò caldamente tutti i membri abili dell'NSB ad arruolarsi nella legione.
Il governo tedesco fece grandi sforzi per convincere gli olandesi che la nuova unità era un'iniziativa completamente nazionale, e di conseguenza molte reclute pensavano che la Legione fosse una formazione indipendente schierata al fianco dell'alleato tedesco.
Il generale Hendrik Seyffardt venne chiamato a comandare la Legione, e fu concesso a tutte le reclute di indossare la Prinsenvlag (una bandiera non ufficiale tradizionale) sulla manica dell'uniforme.
Nonostante molte reclute pensassero la Legione fosse indipendente, il generale Seyffardt venne a conoscenza del ruolo tedesco nella sua formazione. Nonostante fosse un fermo anticomunista, Seyffardt non condivideva l'ideologia nazista e quando seppe che la Legione sarebbe stata sotto il controllo delle Waffen-SS sollevò obiezioni, che però furono ignorate dai tedeschi.
L'addestramento di base delle reclute venne svolto ad Amburgo, per poi proseguire con un addestramento avanzato ad Arys, nella Prussia dell'Est: nonostante i metodi duri degli istruttori tedeschi, le reclute erano molto motivate e completarono l'addestramento con successo.
Nel novembre 1941, la legione venne mandata al fronte presso Leningrado, sotto il comando del Gruppo d'armate Nord.

### La battaglia di Leningrado
La Legione arrivò alla sponda del fiume Volkhov a metà del gennaio 1942, e cominciò ad installarsi su una linea difensiva. Per le settimane seguenti la Legione venne impiegata in operazioni volte ad impedire ai sovietici di conquistare una testa di ponte sulla sponda occidentale del Volkhov.
In questo periodo l'unità prese parte a numerose offensive contro postazioni di difesa sovietiche, nonché ad attività anti-partigiani.
Il 10 febbraio i sovietici lanciarono un'offensiva di massa per cercare di allentare la morsa su Leningrado. Nonostante fossero ampiamente superate in numero, le reclute della Legione mantennero la posizione pur soffrendo pesanti perdite. La Legione venne impiegata in attività difensive contro gli attacchi russi fino a giugno, subendo forti perdite ma rimanendo attiva.
Nel mese di giugno la Legione ebbe la sua prima buona occasione per andare all'offensiva, distruggendo una forza dell'Armata Rossa presso il lago di Fuhovga. Durante lo scontro vennero catturati 3500 prigionieri, incluso il famoso generale Andrey Vlasov, che sarebbe poi diventato il leader dell'Esercito Russo di Liberazione. Alla fine di giugno la legione venne trasferita a nord, per prendere parte all'assedio di Leningrado. Dopo un mese tranquillo nelle trincee intorno alla città, la legione venne mobilitata per partecipare all'Operazione Nordlicht, un assalto massiccio contro Leningrado che avrebbe dovuto essere il colpo di grazia per i difensori. Il lancio dell'offensiva, il 14 agosto, venne preceduto da una controffensiva sovietica che trasformò l'operazione in un completo fallimento, con molte unità distolte dall'attacco per cercare di fermare la controffensiva.
Dopo il fallimento dell'attacco, la legione venne spostata a sud di Leningrad, presso il Lago Ladoga, come difesa contro attacchi a sorpresa sovietici. Le battaglie che seguirono prendono il nome di Prima battaglia di Ladoga. La legione fu coinvolta in duri scontri fino alla fine del 1942, quando venne rinforzata con la 2 Brigata di fanteria motorizzata SS.
La legione venne spostata nelle retrovie con la SS-Freiwilligen-Legion Nederland, una divisione di volontari norvegesi.
All'inizio del gennaio successivo una nuova offensiva russa, nota come Seconda battaglia di Ladoga, coinvolse le due unità, che furono attaccate da numerosi carri armati sovietici T-34, che si ritirarono con forti perdite dovute ai fucili anticarro PaK 97/98" in dotazione alle SS.
In seguito a questa azione, l'SS-Sturmmann Gerardus Mooyman ricevette la Ritterkreuz per aver distrutto da solo diciannove T-34 e KV-1 sovietici. Mooyman fu il primo non-tedesco a ricevere l'onorificenza.
Il 6 febbraio il General Seyffardt, di ritorno ad Amsterdam per reclutare nuove truppe, fu assassinato dalla resistenza olandese. I legionari intanto venivano coinvolti in continui scontri, che durarono per tutta la primavera.
Nell'aprile 1943, la legione venne riportata a Sonneberg in Turingia, per venire ricostituita come brigata di Panzergrenadier.

### Le operazioni in Jugoslavia
Al suo arrivo a Sonneberg, la Legione venne disciolta, e fu ricostituita come 4. SS Freiwilligen Panzergrenadier Brigade Nederland (Brigata di fanteria meccanizzata volontaria Paesi Bassi). La brigata consisteva in due reggimenti di fanteria meccanizzata, cui vennero concessi titoli onorifici: il 48º reggimento ottenne il nome del Generale Seyffardt in onore del loro comandante caduto, e il 49º reggimento venne intitolato a de Ruyter, un ammiraglio delle Provincie Unite del XVII secolo.
Alla brigata vennero aggregate compagnie di ricognitori, genieri, Panzerjäger e artiglieria; la brigata sarebbe stata sotto il comando dell'SS-Oberführer Jürgen Wagner.
Nel settembre 1943 la Brigata venne mandata in Croazia (Jugoslavia) per unirsi al III Corpo Panzer dell'SS-Obergruppenführer Felix Steiner, che si stava raggruppando nell'area. Al suo arrivo, la brigata ricevette altri 1500 operativi dai Paesi Bassi, veterani della SS Divisione Wiking.
Durante la loro permanenza in Jugoslavia, le unità della Brigata furono impegnate nella soppressione delle attività partigiane, incorrendo in scontri brutali e senza tregua che misero alla prova entrambi gli schieramenti e dimostrarono la capacità di combattimento della Brigata. In questo periodo la brigata fu nuovamente ridesignata, diventando 4. SS Freiwilligen Panzergrenadier Brigade Nederland, una forza di 9342 ufficiali e soldati, equivalenti ad una divisione debole.
Il giorno di Natale 1943 la brigata venne riassegnata al fronte, e mandata a Oranienbaum, Russia insieme ai Panzer di Steiner per prestare servizio nel settore delle Armate del Nord.

### La ritirata di Oranienbaum
All'arrivo al fronte le unità di Steiner vennero schierate in difesa di Oranienbaum, entrando a far parte della 18ª Armata Tedesca che presidiava la zona del Fronte di Leningrado tenuto dal generale Leonid Aleksandrovič Govorov.
Il 14 gennaio i sovietici lanciarono l'Offensiva di Leningrad-Novgorod, cercando di allontanare il Gruppo Armate Nord dalla regione di Leningrado. Govorov doveva attaccare in coordinamento con le truppe del vicino Fronte Volkhov comandate dal generale Kiril A. Meretskov.
L'Offensiva di Krasnoye Selo–Ropsha sfondò facilmente le deboli unità di fanteria delle 9ª e 10ª Divisioni Luftwaffe, e si trovò così a poter muovere liberamente alle spalle della prima linea, tagliando fuori due grandi (per quanto inaffidabili) unità dell'armata di Steiner.
La 23ª divisione, combattendo a fianco della 11. SS-Freiwilligen-Panzergrenadier-Division "Nordland" tentò di fermare l'avanzata delle truppe di Govorov, ma fu costretta ad arretrare per evitare l'accerchiamento da parte di Meretskov.
La divisione fu poi coinvolta nell'Offensiva di Kingisepp–Gdov, dove dovette aprirsi la via della ritirata combattendo per 150 km fino al fiume Narva, in Estonia, dove stabilì una linea di difesa arroccandosi sulla parte centrale e sull'ala nord del ponte Ivangorod.

### La Battaglia del fiume Narva
Gli uomini di Steiner non avevano avuto tempo di fortificarsi adeguatamente quando la prima ondata di attacchi sovietici li impegnò, il 3 febbraio. Nonostante gli attacchi feroci, la Nederland mantenne la testa di ponte.
I russi dal marzo successivo focalizzarono gli attacchi sul reggimento De Ruyter, fortificato a Lilienbach, sul lato nord. Solo con combattimenti aspri in corpo a corpo gli olandesi respinsero gli attacchi, obbligando Govorov a cercare altri punti meno difesi per sfondare le linee.
Dopo un finto attacco alle posizioni della Nordland, Govorov spostò le sue forze, impegnando il reggimento Seyffardt che difendeva il centro dello schieramento. Il reggimento venne scalzato dalle sue posizioni, ma un contrattacco guidato dal comandante di reggimento SS-Standartenführer Wolfgang Jörchel riprese le fortificazioni ed evità uno sfondamento delle linee.
Govorov di nuovo spostò l'attenzione sulla de Ruyter dell'SS-Obersturmbannführer Hans Collani, un veterano della divisione Wiking. La linea tenuta dalla divisione venne di nuovo sfondata, e solo l'arrivo del battaglione Panzer in forza alla Nordland riuscì a respingere l'attacco: quando l'attacco dei carri perse impeto, Collani ordinò ai suoi uomini di arretrare e prendere posizione più vicino a Lilienbach. I sovietici risposero con un denso fuoco di artiglieria sugli olandesi in ritirata, seguito da un assalto di massa che lasciò la De Ruyter con gravi perdite. Lo SS-Untersturmführer Helmut Scholz raccolse un gruppo di uomini e attaccò di sua iniziativa, riguadagnando le posizioni originarie tenute dalla De Ruyter, dando respiro al reggimento e impedendo una rotta.
Il 22 marzo un altro assalto vide la De Ruyter in crisi: i sovietici sfondarono le linee della 5ª Compagnia, minacciando di distruggere l'intero reggimento. Il comandante di battaglione SS-Hauptsturmführer Heinz Frühauf formò un gruppo di assalto composto di personale del suo quartier generale, e contrattaccò il gruppo di 150 soldati russi che stavano massacrando il reggimento dalle retrovie. Dopo un duro scontro l'unità russa fu sconfitta, Frühauf raggruppò le sue truppe e procedette a svuotare le trincee dalle truppe nemiche restanti.
Steiner espresse complimenti per gli olandesi e per il loro coraggio nel comunicato seguente lo scontro.

### La ritirata e la perdita dellaSeyffardt
Govorov infine si convinse che le linee della Nederland non avrebbero ceduto, e spostò i propri assalti a sud, verso il reggimento danese in forza alla Nordland. L'Operazione Bagration del 22 giugno vide un incremento degli attacchi di Govorov, che partivano dalla solida posizione di Krivasoo, una testa di ponte sul lato occidentale della Narva conquistata a febbraio che minacciava di isolare l'intero corpo tedesco.
Il 23 luglio Steiner ordinò la ritirata nella Tannenbergstellung, una posizione predisposta 16 km a ovest.
La Seyffardt e la brigata di artiglieria avrebbero dovuto provvedere alla retroguardia per le truppe in ritirata. Govorov lanciò l'Offensiva della Narva sulle linee tedesche il 24 luglio, e nel pomeriggio il battaglione di artiglieria della Nederland cominciò la ritirata attraverso il fiume Narva.
Gli olandesi vennero coinvolti in duri scontri, ma riuscirono a respingere i sovietici e a consentire alle truppe SS di attraversare il fiume; infine, il battaglione genieri della Nordland fece saltare il ponte.
A causa di un colossale errore di giudizio degli ufficiali, il reggimento Seyffardt però fu perso nella ritirata: cercando di evitare le forze sovietiche il reggimento aveva ricevuto ordine di prendere un percorso diverso da quanto concordato. Scoperti dai Jabos della Forza Aerea, vennero presto immobilizzati. Forze di terra sovietiche vennero chiamate in aiuto, e il reggimento si trovò intrappolato da terra e aria: rimasero solo pochi sopravvissuti, che sotto il comando dell'SS-Untersturmführer Nieuwendijk-Hoek riuscirono a rifugiarsi alla Tannenbergstellung solo una settimana dopo.
Salvo che per il reggimento Seyffardt, la ritirata ebbe successo e gli uomini di Steiner presero posizioni nella Tannenbergstellung in preparazione delle successive offensive sovietiche. La Nederland aveva perso uno dei suoi due reggimenti, inclusi numerosi veterani: il reggimento Seyffardt venne riformato a Schlochau.

### La ritirata in Curlandia
Durante la ritirata alla Tannenbergstellung, la Nederland fu coinvolta in azioni di retroguardia. L'SS-Rottenführer Derk Elsko Bruins del battaglione Panzerjäger distrusse dodici carri nemici in uno scontro, e fu insignito di una Ritterkreuz. Quando la nuova linea difensiva fu ristabilita, la Nederland venne spostata in riserva, dando un po' di riposo alla brigata.
Il 20 luglio la brigata rispose all'attentato alla vita di Hitler con sgomento e rabbia, e diversi uomini della Nederland espressero simpatia e supporto al Fuhrer tramite lettere. Proprio a causa dell'impegno al fronte, la maggioranza degli uomini aveva aderito all'ideologia nazista. Il 24 agosto il SS-Reichsführer Heinrich Himmler scrisse alla brigata, elogiando il loro spirito combattivo.
Nel settembre il Kampfgruppe di Léon Degrelle proveniente dalla 5. SS-Freiwilligen-Sturmbrigade Wallonien venne posto sotto il comando della Nederland, incrementando la sua forza. Quando Hitler autorizzò la ritirata della truppe tedesche in Estonia, la Nederland si trovò con un nuovo problema: gruppi di soldati estoni si trovarono nella condizione di dover abbandonare la loro nazione e, pieni di risentimento verso i tedeschi per l'abbandono del loro territorio, si diedero al brigantaggio. Il comandante Wagner fu costretto a mettere una compagnia in riserva per combattere gli attacchi degli Estoni. La compagnia fu coinvolta solo in poche schermaglie, senza subire attacchi su vasta scala dai vecchi alleati.

### Gli scontri in Curlandia e il ripiego in Germania
La Nederland cominciò il ritiro in Curlandia il 23 settembre, combattendo durante la manovra e raggiungendo l'area di Gumi-Wolmar a metà ottobre.
La brigata venne attaccata presto da una grande forza combinata sovietica, e soffrì numerose vittime nei primi giorni di combattimento. I sovietici riuscirono a tagliar fuori il Gruppo di Armate Nord nell'area di Curlandia, creando quella che poi sarebbe stata nota come la Sacca di Curlandia. Schierata fianco a fianco con la Nordland, la Nederland fu coinvolta in combattimenti aspri per proteggere la città di Libau, punto strategico vitale in quanto usato per l'imbarco delle truppe da riportare in Germania.
Oltre agli attacchi sovietici, la Brigata fu bersaglio di frequenti azioni partigiane. Dopo un certo numero di attacchi, Wagner ordinò di effettuare un'esecuzione di rappresaglia di un numero imprecisato di civili.
La seconda offensiva di Curlandia fu lanciata dai sovietici il 27 ottobre, e il reggimento De Ruyter prese parte a scontri cruenti, riuscendo a respingere due grandi attacchi di fanteria. Sotto costante attacco aereo, la Nederland cominciò a trincerarsi. Le due offensive successive non toccarono i settori presidiati dalla Nederland, che fu coinvolta solo in schermaglie minori ed arrivò senza grossi scontri fino alla fine del 1944. Il 26 gennaio 1945 la brigata ricevette l'ordine di evacuazione via mare, e di seguito avrebbe dovuto fare rapporto all'area di Swinemünde-Stettino per partecipare alla difesa della linea dell'Oder. L'evacuazione cominciò immediatamente attraverso il porto di Libau, e fu funestata durante l'attraversamento del Mar Baltico da numerosi attacchi aerei sovietici che affondarono diverse navi da evacuazione. Arrivò infine in territorio tedesco il 4 febbraio.

### Gli ultimi scontri
Il comando delle Waffen-SS propose di unire la Nederland alla divisione Nordland, ma l'NSB non accettò lo scioglimento dell'unità. Il 10 febbraio la brigata venne ridesignata 23. SS-Freiwilligen-Panzergrenadier-Division Nederland , nonostante all'epoca contasse appena 1000 uomini. La nuova divisione fu aggregata alla 11ª Armata Panzer di Steiner, assegnata alla difesa del settore nord sulla linea dell'Oder. Nonostante fosse una divisione ormai molto debole, la Nederland prese parte nell'abortita Operazione Sonnenwende e nelle battaglie nei dintorni di Altdamm del febbraio 1945.
Nell'aprile 1945 la divisione venne separata in due Kampfgruppen, basati sui reggimenti 48° SS Volontari Seyffardt e 49° SS Volontari de Ruyter. Il Kampfgruppe Seyffardt si diresse a sud, mentre il de Ruyter rimase nel nord-Oder.
L'offensiva sovietica finale del 16 aprile sfondò infine le linee il 25 dello stesso mese. Durante gli attacchi entrambe le formazioni parteciparono agli scontri, e l'offensiva sovietica interruppe le comunicazioni tra i due Kampfgruppen. Il de Ruyter fu costretto ad arretrare e cercò di fermare l'avanzata sovietica presso Parchim: il 3 maggio, attaccato da un numero soverchiante di carri armati, riuscì a bloccarne l'avanzata distruggendo le unità di testa.
Avendo sentito voci della presenza degli americani nei dintorni, la formazione si sciolse, procedendo verso ovest fino all'incontro con l'esercito statunitense, che prese in consegna i soldati inviandoli ad un campo di detenzione presso Kraak.
Intanto, il Kampfgruppe Seyffardt venne spinto ancora più a sud dall'offensiva, nella zona di Halbe. I resti del Kampfgruppe vennero assorbiti nel Kampfgruppe Vieweger della 15ª Divisione Granatieri SS, venendo infine distrutti nella Battaglia di Halbe
Dopo la guerra, i sopravvissuti vennero processati nei Paesi Bassi, ricevendo numerose sentenze capitali. Wagner fu processato come criminale di guerra in Jugoslavia, e condannato a morte per le sue azioni contro le popolazioni civili.

## Differenti denominazioni.[1]
- SS-Freiwilligen Standarte Nordwest
- SS-Freiwilligen Verband Niederlande
- SS-Freiwilligen Legion Niederlande
- Ottobre 1943: Creazione in Turingia della 4. SS Freiwilligen Panzergrenadier Brigade Nederland a partire dalla SS Freiwilligen Legion Niederlande
- Gennaio 1945: La 4. SS Freiwilligen Panzergrenadier Brigade Nederland diventa la 23. SS-Freiwilligen-Panzergrenadier-Division Nederland e le sue unità sono numerate da 54 a 23.

## Teatri d'operazione.[1]
- Gennaio 1944: La 4. SS Freiwilligen Panzergrenadier Brigade Nederland si batte con il Heeresgruppe Nord, nel settore di Leningrado sulla Narva.
- Ottobre 1944: La divisione, sotto gli ordini del 3. SS Panzerkorps della 18. Armata si batte in Curlandia.
- Gennaio 1945: La 23. SS-Freiwilligen-Panzergrenadier-Division Nederland si batte per tre mesi in Pomerania.
- Aprile 1945: La divisione è distrutta in Pomerania dall'Armata Rossa.
- Maggio-giugno 1945: i resti della divisione combattono sull'Oder e infine a Berlino.

## Lista dei comandanti
| Inizio nomina  | Fine nomina    | Grado                  | Nome             |
| -------------- | -------------- | ---------------------- | ---------------- |
| Novembre 1941  | Febbraio 1942  | SS-Sturmbannführer     | Herbert Garthe   |
| Febbraio 1942  | 1º aprile 1942 | SS-Oberführer          | Otto Reich       |
| 1º aprile 1942 | Febbraio 1943  | SS-Obersturmbannführer | Arved Theuermann |
| Febbraio 1943  | 20 aprile 1944 | SS-Standartenführer    | Josef Fitzthum   |
| 20 aprile 1944 | 1º maggio 1945 | SS-Brigadeführer       | Jürgen Wagner    |

## Ordine di battaglia

### SS-Freiwilligen LegionNiederlande
- I. Bataillon
  - 1. Kompanie
  - 2. Kompanie
  - 3. Kompanie
  - 4. Kompanie
- II. Bataillon
  - 5. Kompanie
  - 6. Kompanie
  - 7. Kompanie
  - 8. Kompanie
- III. Bataillon
  - 9. Kompanie
  - 10. Kompanie
  - 11. Kompanie
  - 12. Kompanie
- 13. Kompanie (Artiglieria)
- 14. Kompanie (Panzerjäger)

### 4.SS-Freiwilligen-Panzergrenadier-BrigadeNederland
- 48. Freiwilligen-Panzergrenadier-Regiment "General Seyffard"
- 49. Freiwilligen-Panzergrenadier-Regiment "de Ruyter"
- SS-Artillerie-Regiment 54
- SS-Nachrichten-Abteilung 54
- SS-Panzerjäger-Abteilung 54
- SS-Pionier-Bataillon 54

### Nel gennaio 1945
23. SS-Freiwilligen-Panzergrenadier-Division Nederland 

Le unità sono numerate dal 54 al 23.
- SS-Panzergrenadier Regiment 48 "General Seyffard",
- SS-Panzergrenadier Regiment 49 "De Ruiter",
- SS-Panzer-Aufklarungs Abteilung 23 (ricognizione)
- SS-Panzer Jaeger Abteilung 23 (caccia-carri)
- SS-Pionier Abteilung 23 (genio pionieri)
- SS-Artillerie Régiment 23 (artiglieria)
- SS-Flak Abteilung 23 (artiglieria contraerea)